# A los cirujanos se les va la mano
A los cirujanos se les va la mano es una comedia picaresca argentina dirigida por Hugo Sofovich y estrenada el 19 de junio de 1980.

## Sinopsis
Alberto y Jorge son amigos que trabajan como camilleros en una clínica porteña, cuando un día se incorporan dos jóvenes médicas recién recibidas.
Desesperados por conquistarlas, se hacen pasar por renombrados cirujanos, metiéndose en todo tipo de situaciones enredadas mientras tratan de que las bellas e inexpertas doctoras no descubran el engaño.
Pero una noche sucede algo imprevisto, y ambos se ven obligados a atender una complicada emergencia, enfrentándose a la realidad de decir la verdad y poner en peligro no solo sus trabajos sino también sus vidas.
Así las cosas, tendrán que actuar rápido y de la mejor manera posible.....aunque con estos dos simpáticos personajes cualquier cosa podrá pasar en esa agitada noche.

## Elenco
- Alberto Olmedo, como Alberto
- Susana Giménez, como Susana
- Jorge Porcel, como Jorge
- Moria Casán, como Ana María “Moria” Monteverde
- Juan José Míguez, como director sanatorio
- Mario Lozano, como jefe banda
- Coco Legrand, como Chileno
- Alberto Irízar, como integrante banda
- César Bertrand, como borracho
- Gloria Montes, como jefa enfermeras
- Hellen Grant, como integrante banda
- Luisa Albinoni, como enfermera rubia
- Elvia Andreoli, como cigarrera
- Semillita, como integrante banda
- Gisel Ducal, como paciente enyesada
- Mónica Land, como paciente
- Juan Diaz, como mozo cabaret
- Raúl Ricutti, como esposo de parturienta
- Juan C. García, como testigo de accidente.
- Alejandra Aquino, como la sobrina del borracho
- Gabriel Laborde, como Lucas
- Dora Guzmán
- Buryua Rey
- Gloria Guedes
- Cesar Andre
- Manuela Beltran
- Humberto Bruno
- Alberto Campanini
- Juan C. Casas
- Osvaldo Cinino
- Yaco Domínguez
- Pepe Gagliano
- Alberto Marty
- Daniel Montesco
- Oscar Carmelo Milazzo (Polvorita)
- Oscar Roy
- Viviana Ramírez
- Carlos Sinopoli
- Angel Suárez
- Cristina Toco
- Juan C. Torres
- Ruben Villar